# Ugo Enrico Paoli
Ugo Enrico Paoli (Firenze, 9 maggio 1884 – Firenze, 25 novembre 1963) è stato un filologo classico e latinista italiano.

## Biografia
Figlio del paleografo e archivista fiorentino Cesare Paoli, studiò all'Università di Firenze dove si laureò in Lettere nel 1906. Allievo dell'illustre filologo e papirologo Girolamo Vitelli, coltivò dapprima interessi scientifici di natura affine, ma laureatosi anche in giurisprudenza all'Università di Urbino nel 1918, si occupò di storia del diritto antico studiando in modo particolare quello greco. A questo specifico argomento dedicò vari e autorevoli interventi. Fra gli altri, si citano i saggi Studi di diritto attico del 1930, Studi sul processo attico del 1933, Comici latini e diritto attico del 1962. Contribuì fattivamente allo sviluppo di una scuola italiana di studi giusgrecisti, poi proseguita dal suo allievo Arnaldo Biscardi, e promuovendone la valorizzazione anche a livello internazionale. Insegnò per molti anni in ginnasi, licei e istituti superiori. Nel 1924-25 fu incaricato di antichità classiche all'ateneo fiorentino dove, nel maggio 1925, fu tra i firmatari del Manifesto degli intellettuali antifascisti; ciò gli impedì di partecipare al concorso per la cattedra di letteratura latina nel 1933 (ufficialmente “per mancanza di tessera fascista”). Nel 1938 divenne invece ordinario dello stesso insegnamento all'Università di Genova e vi rimase fino al 1944. Caduto il fascismo venne richiamato all'Università di Firenze, dove fu docente di antichità classiche (1944-51) e poi di letteratura latina (1951-54).

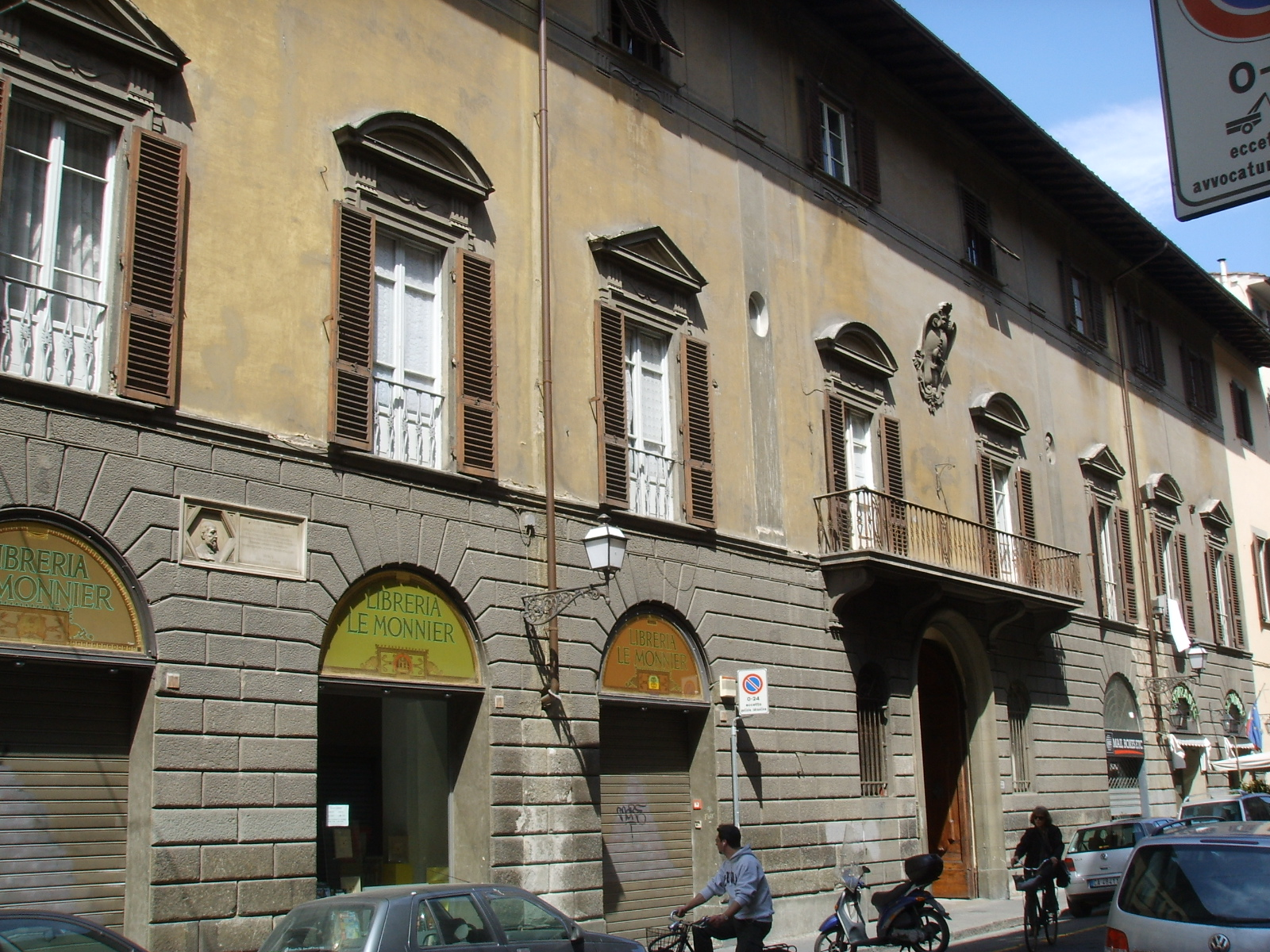
Palazzo Le Monnier a Firenze

 Frutto delle sue ampie e approfondite conoscenze del mondo e degli scrittori antichi, della lunga e intensa esperienza didattica e della proficua collaborazione con l'editore fiorentino Le Monnier, sono le sue opere di manualistica (Scriver latino 1948, Extra limina 1951, Apis matina 1957) e soprattutto di divulgazione storica (Lar familiaris 1929, Vita romana 1940, Uomini e cose del mondo antico 1947, La donna greca nell'antichità 1953, Avventure e segreti del mondo greco e romano 1960), che riscossero sovente ampio successo editoriale decretando la notorietà dell'autore anche al di fuori del mondo accademico sia in Italia che all'estero. Fra tali opere, Vita romana, dedicata agli aspetti quotidiani e domestici della vita nell'antica Roma, è sicuramente la più conosciuta (fu la traccia anche di alcune puntate della trasmissione radiofonica Classe unica tenute da Paoli nel 1954), tuttora regolarmente ristampata.
Apprezzato latinista, filologo e studioso dell'antichità, fu insignito di numerose onorificenze per i suoi meriti culturali e fu membro di molte Accademie italiane ed estere. Nella vita come negli scritti si distinse per l'eleganza del tratto, l'arguzia dello spirito e per quella molteplicità di interessi che lo portò, sempre nell'ambito della cultura classica, a occuparsi di svariati argomenti, dalla letteratura umanistica (Prose e poesie latine di scrittori italiani 1928) al latino maccheronico e Teofilo Folengo (Il “Baldus” e le altre opere latine e volgari 1941, Il latino maccheronico 1959), fino a completare la sua già fecondissima attività di autore (che conta circa duecento pubblicazioni) con proprie composizioni in latino (Aenigmata 1942, Ciceronis filius 1958, Carmina 1961 e la celebre traduzione latina del Pinocchio di Carlo Collodi, Pinoculus latinus 1962).

## Opere principali
- Vita romana. Notizie di antichità private, Firenze, Le Monnier, 1940. - II ed. novembre 1941; III ed. ottobre 1942; IV ed. gennaio 1945; V ed. gennaio 1948; VI ed. gennaio 1951; VII ed. gennaio 1955; VIII ed. ottobre 1958; IX ed. dicembre 1962.
- Urbs. Aspetti di vita romana antica, Firenze, Le Monnier, 1942.
- Scriver latino. Guida a comporre e tradurre in lingua latina, Milano, Giuseppe Principato editore, maggio 1948; II ed. settembre 1952,  pp. VIII-608.